# 475 Ocllo
A 475 Ocllo (ideiglenes jelöléssel 1901 HN) egy marsközeli kisbolygó. DeLisle Stewart fedezte fel 1901. augusztus 14-én.